# Rutilograptis
Rutilograptis is een geslacht van vlinders van de familie bladrollers (Tortricidae).

## Soorten
- R. cornesi Razowski, 1981
- R. couteauxi (Ghesquière, 1940)